# Frosties
Frosties (i mange lande Frosted Flakes) er en type morgenmadsprodukt, der produceres af Kellogg Company. Det består af sukkerglaserede cornflakes. Det blev introduceret i USA i 1952, som Sugar Frosted Flakes. Ordet "sugar" (sukker) blev fjernet fra navnet i 1983. 
Genereiske versioner, som supermarkeders egne mærker, findes også. Til forskel fra mange andre morgenmadsprodukter (som bl.a. Cheerios og Rice Krispies, for example), så bruges navnet Frosted Flakes også af mange af de andre mærker.